# Portes de ville de Sauveterre-de-Guyenne
Les portes de ville de Sauveterre-de-Guyenne sont d'anciennes entrées d'agglomération situées sur la commune de Sauveterre-de-Guyenne, dans le département français de la Gironde, en France.

## Localisation
Les portes sont situées aux principales entrées de la ville, savoir :
- la porte Saubotte, au nord-ouest, sur la route départementale D670 qui mène à Libourne
- la porte de la Font, au sud-ouest, sur la route départementale D672 qui mène à Saint-Macaire et Langon
- la porte Saint-Romain, au sud-est, sur la route départementale D670 qui mène à La Réole
- la porte Saint-Léger, au nord-est, sur la route départementale D672 qui mène à Pellegrue et Sainte-Foy-la-Grande.

## Historique
La ville fortifiée de Sauveterre-de-Guyenne a été établie en 1281 par le roi Édouard Ier d'Angleterre et les portes, seuls éléments des fortifications conservés, datent du XIVe siècle. Ces portes ont été classées au titre des monuments historiques par arrêté du 23 juillet 1892.

## Galerie

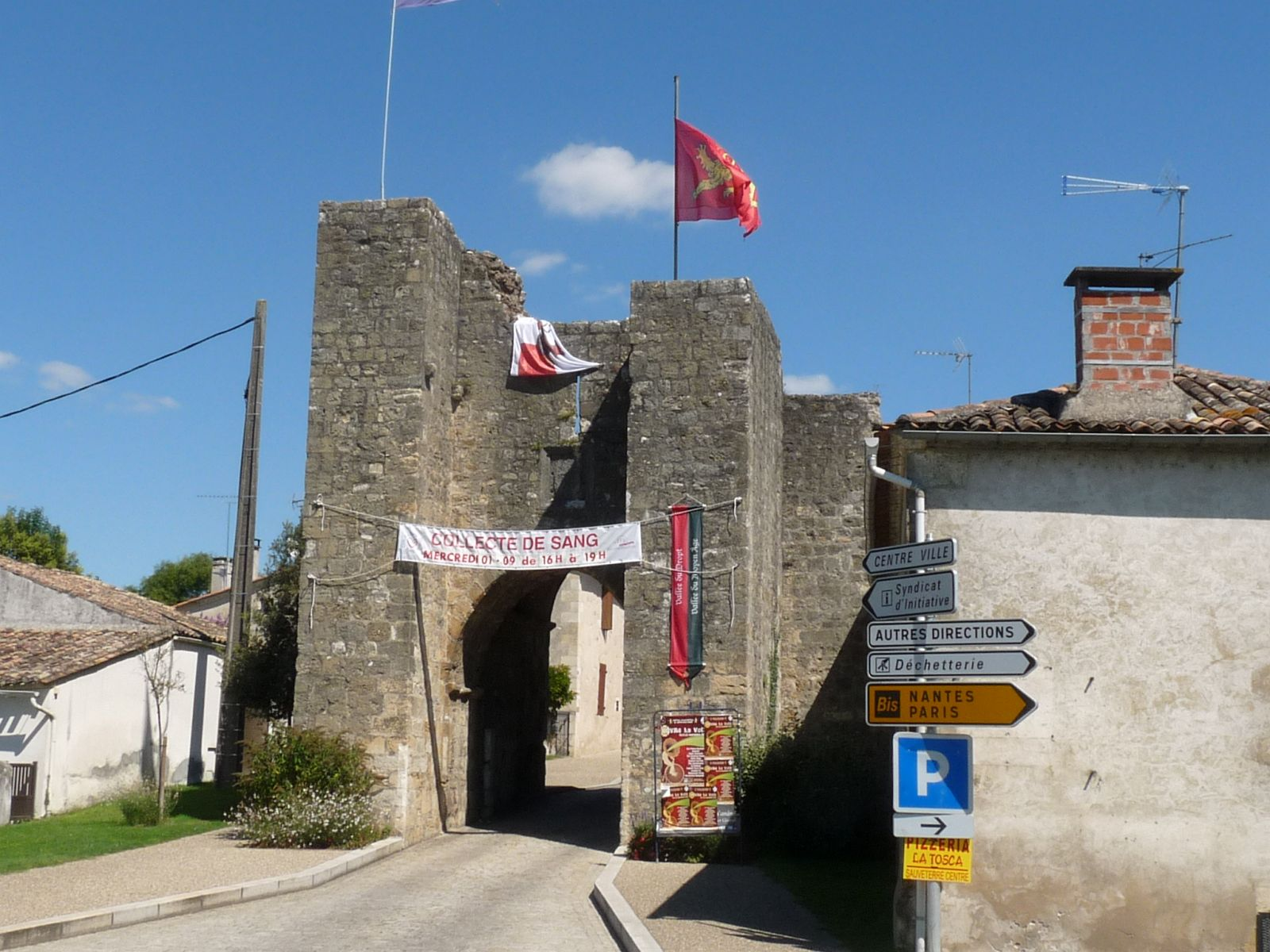
Porte de la Font, au sud-ouest (août 2010) 44° 41′ 26,71″ N, 0° 05′ 17,6″ O
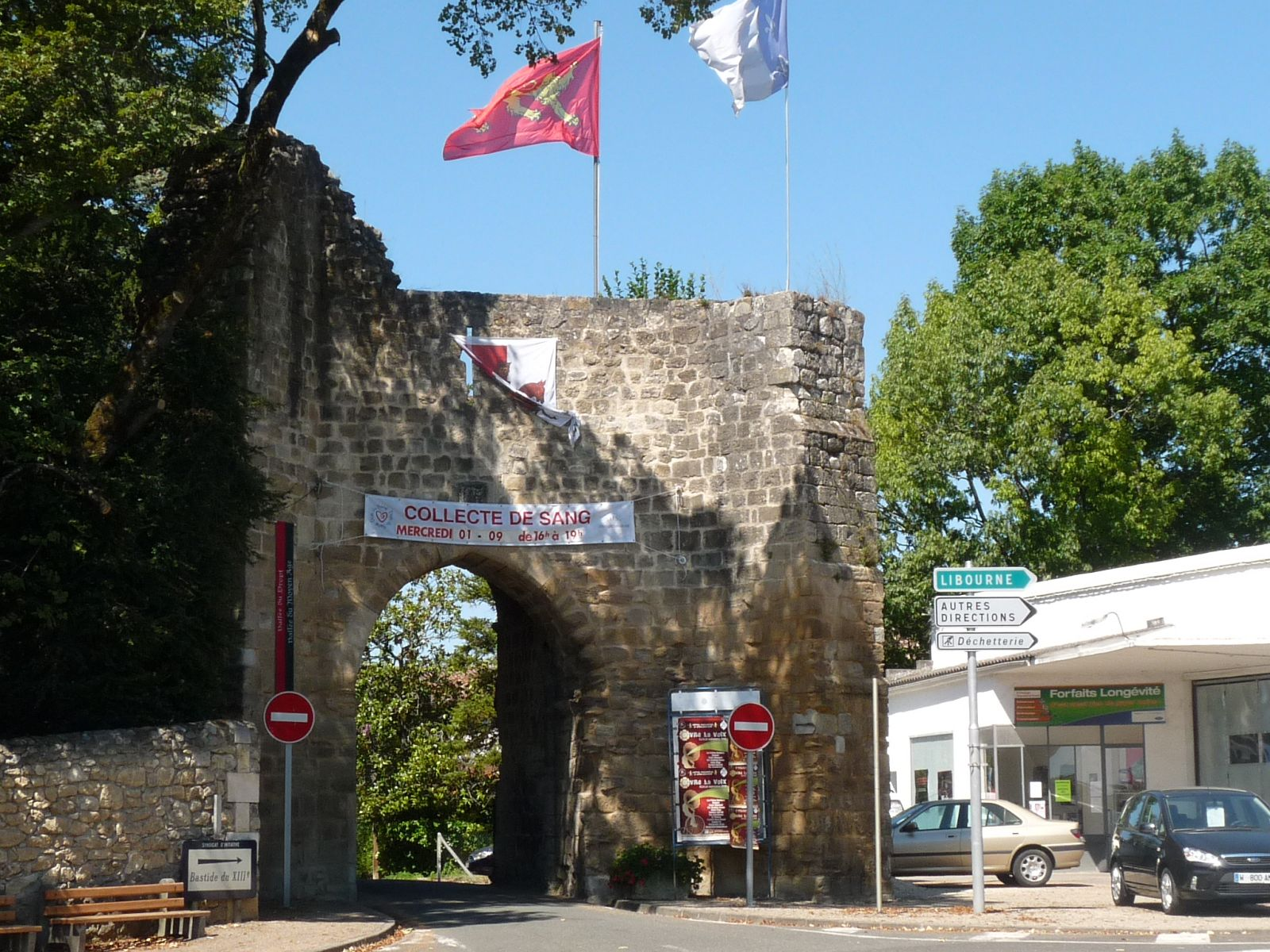
Porte Saint-Romain, au sud-est (août 2010) 44° 41′ 28,83″ N, 0° 05′ 04,37″ O
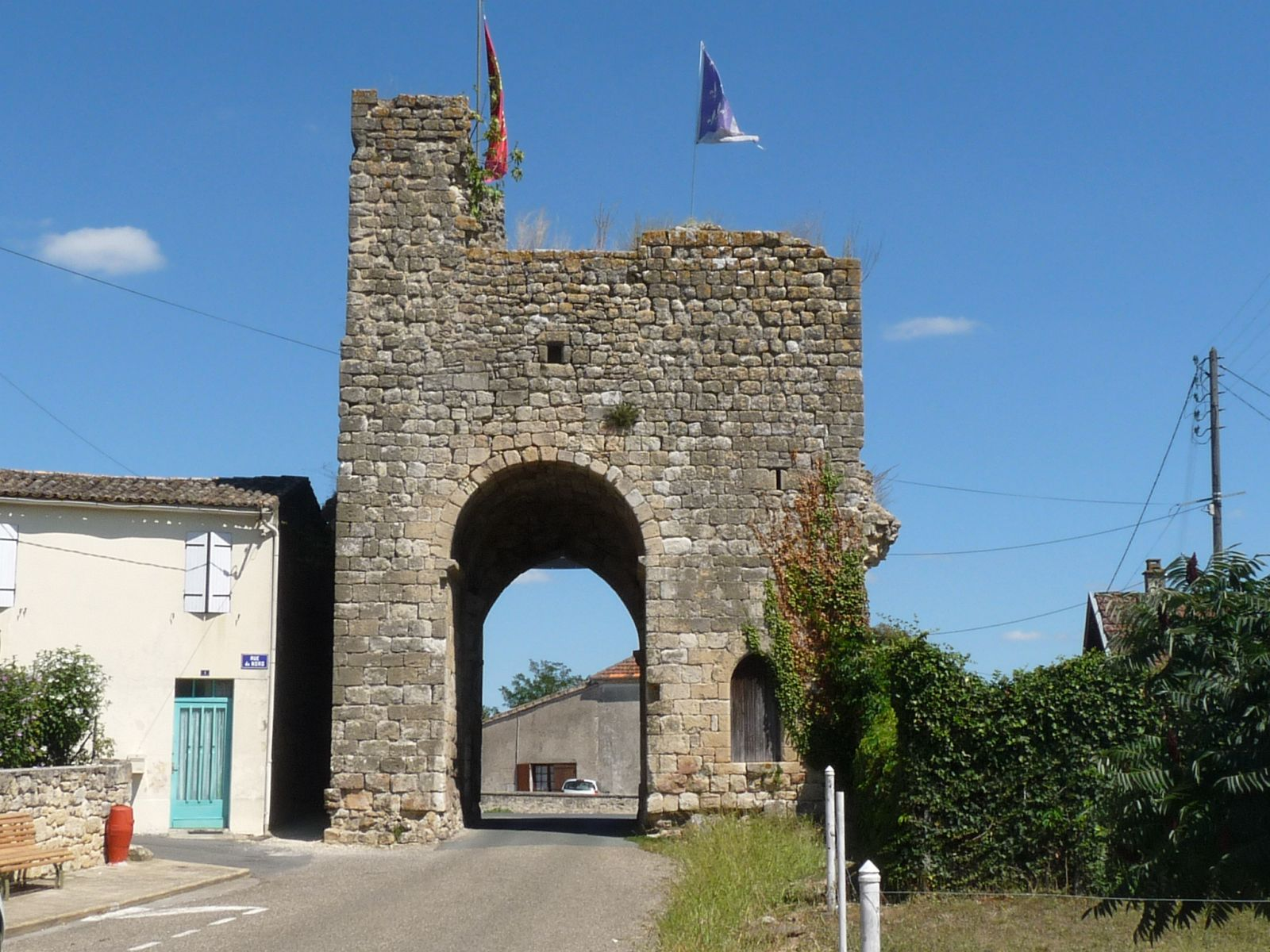
Porte Saint-Léger, au nord-est (août 2010) 44° 41′ 40,76″ N, 0° 05′ 00,88″ O